# Медаль «За заслуги» (США)
Медаль «За заслуги» (англ. Medal for Merit) — существовавшая в США высшая гражданская награда, вручавшаяся Президентом Соединённых Штатов гражданским лицам, которые отличились достойным поведением при выполнении своего долга с момента объявления в США чрезвычайного положения (8 сентября 1939 года). Медаль также вручалась гражданам иностранных государств за «исключительно доблестные или мужественные действия поддержку военных усилий Организации Объединённых Наций».

## История
Медаль «За заслуги» была создана согласно закону Public Law 77-671 20 июля 1942 года и распоряжением Executive Order 9286 от 24 декабря 1942 года. Последующее распоряжение с поправками — Executive Order 9857-A было принято 27 мая 1947 года. Вручение медали прекращено в 1952 году.

## Описание

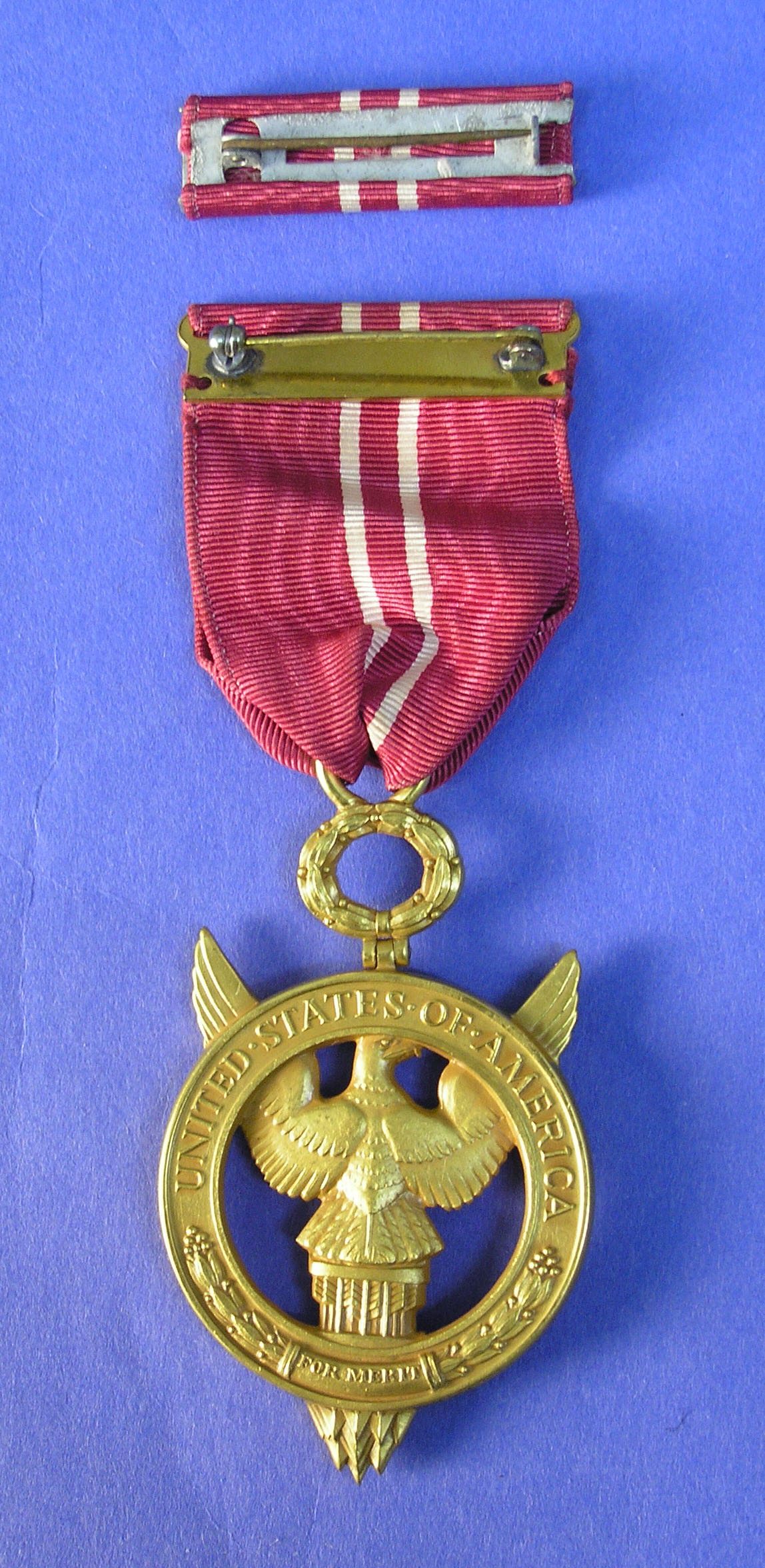
Реверс медали

Медаль «За заслуги» изготовлена из позолоченной бронзы и эмали, крепится на ленте на левой стороне груди.
Медаль представляет из себя покрытое синей эмалью кольцо, на которое наложен одноглавый, с расправленными крыльями орёл, сидящий на пучке стрел, направленных наконечниками вниз и трижды перехваченных лентой, на которой нанесена надпись на латыни — «NOVUS ORDU SECLORUM». Концы крыльев орла и наконечники стрел выходят за пределы кольца. На кольце между пучком стрел и крыльями орла расположены 13 пятиконечных звёзд белой эмали.
Оборотная сторона — без эмалей; на кольце в вехней части — надпись «UNITED STATES OF AMERICA», в нижней — лавровые ветви, выходящие из тубуса, на котором нанесена надпись «FOR MERIT».
Посредством шарнирного соединения кольцо подвешивается к овальному лавровому венку зелёной эмали, имеющему в верхней части кольцо для крепления к ленте.
Лента медали шёлковая муаровая красного цвета с двумя узкими белыми полосками по центру.

## Награждённые
В числе первых, получивших эту награду, были Лайнус Полинг, а также Джон Гаранд и Альберт Тэйлор. Первым иностранным гражданином, удостоенным этой награды, стал Эдгар Сенжье.
Также в числе гражданских лиц, получившим эту награду, были:
| - Дин Ачесон - Гомер Адкинс - Ирвинг Берлин - Вэнивар Буш - Артур Комптон - Джеймс Конант - Уильям Дюранд - Энрико Ферми - Александр Флеминг - Уильям Фридман | - Аверелл Гарриман - Джон Гувер - Боб Хоуп - Корделл Халл - Луис Джонсон - Эл Джолсон - Франклин Нокс - Роберт Милликен - Рэймонд Миндлин | - Генри Моргенто - Роберт Оппенгеймер - Исидор Раби - Эдди Рикенбакер - Сэмюэль Розенман - Уильям Шокли - Сирил Смит - Джон Снайдер - Майрон Тейлор | - Фредерик Терман - Фредерик Винсон - Теодор Карман - Джон Нейман - Роберт Уотсон-Уотт - Томас Уотсон - Сидни Вейнберг - Юджин Вигнер - Чарлз Уилсон |